# Hogan's Alley (jeu vidéo)
 (octobre 2019).
Si vous disposez d'ouvrages ou d'articles de référence ou si vous connaissez des sites web de qualité traitant du thème abordé ici, merci de compléter l'article en donnant les références utiles à sa vérifiabilité et en les liant à la section « Notes et références ».
Hogan's Alley est un jeu vidéo de tir au pistolet développé par Intelligent Systems et édité par Nintendo en 1984 sur NES. Le titre du jeu est issu du surnom d'un terrain d'entraînement de la National Rifle Association.

## Système de jeu
Le jeu se joue seul et le joueur incarne un policier s'entraînant dans un stand de tir. Il tire sur des cibles en carton et il doit neutraliser les cibles hostiles tout en prenant garde aux civiles.
Il y a trois modes de jeu : 
- Le premier présente trois panneaux qui se retournent rapidement dans lesquels se trouvent un ou deux bandits et des gentils.
- Le second se déroule dans une ville où sont mélangés bandits et méchants, après avoir nettoyé l'écran des vilains, le joueur passe à une autre région.
- Le troisième est un jeu de jonglage avec des cannettes vides.